# Halvardstjärnen, Härjedalen
Halvardstjärnen är en sjö i Härjedalens kommun i Härjedalen och ingår i Ljusnans huvudavrinningsområde.